# Irfan Khan
Pour les articles homonymes, voir Khan (homonymie).
Irfan Khan (hindi : इरफ़ान ख़ान ; ourdou : عرفان خان) - aussi écrit Irrfan Khan - est un acteur indien de cinéma, de télévision et de théâtre, né le 7 janvier 1967 à Jaipur en Inde et mort le 29 avril 2020 à Bombay. 
Il commence sa carrière pour des productions cinématographiques indiennes avant d'être remarqué dans la production britannique The Warrior (2001) puis dans Un nom pour un autre (2006), et dans Un cœur invaincu (2007). Avec un rôle notable dans le film oscarisé Slumdog Millionaire en 2008, il obtient une reconnaissance internationale et tourne désormais aussi à Hollywood des films à succès comme L'Odyssée de Pi (2012) ou Jurassic World (2015).

## Biographie
Irfan Khan, de son nom complet Sahabzade Irfan Ali Khan, est le fils aîné d'une famille aristocratique musulmane du Rajasthan. Il étudie le théâtre à la National School of Drama de New Delhi dont il sort diplômé en 1987, il y rencontre sa future femme, l'écrivaine Sutapa Sikdar qu'il épouse en février 1995 et avec laquelle il eut deux fils, Babil et Ayaan. 
Atteint d’une tumeur neuroendocrinienne, une maladie rare diagnostiquée en 2018, il part avec sa famille à Londres pour poursuivre un traitement de mars 2018 à février 2019, puis rentre à Mumbai pour tourner en avril 2019, après deux ans d'absence au cinéma, dans un dernier film : Angrezi Medium . 
Affaibli par son cancer, Irrfan Khan ne peut se rendre à Jaipur aux obsèques de sa mère, Saeda Begum à l'âge de 93 ans, en raison du confinement lié à la pandémie de Covid-19, et il meurt quatre jours après à l’hôpital Kokilaben de Mumbai.

## Carrière

### Des débuts difficiles (1987-2001)
Après ses études Irfan Khan s'installe à Bombay (actuelle Mumbai) où il tourne dans de nombreuses séries diffusées sur Doordarshan, la télévision d'État, ou sur Star Plus dans lesquelles il interprète le plus souvent des personnages négatifs.
En 1988, la cinéaste Mira Nair le retient pour un petit rôle dans Salaam Bombay!, mais la scène est coupée au montage. 
Au cours des années 1990, il joue dans plusieurs films indiens qui passent inaperçus ; cependant certaines de ses prestations sont appréciées des critiques comme dans Ek Doctor Ki Maut ou Such a Long Journey.

### The Warrior: un rôle décisif (2001-2003)
En 2001, alors qu'Irfan Khan s'ennuie comme acteur et doute des suites de sa carrière, il se laisse convaincre de jouer le rôle principal de The Warrior du réalisateur britannique d'origine indienne Asif Kapadia. Inspiré d'un conte traditionnel japonais, Irfan Khan y interprète l'homme de main d'un riche propriétaire du Rajasthan qui renonce à sa profession de tueur et part chercher le salut dans les hauteurs himalayennes. Le film fait le tour des festivals internationaux, il reçoit le Prix du meilleur film aux BAFTA 2003, le rôle presque muet et l'interprétation très intériorisée d'Irfan Khan propulsent sa carrière .

### Carrière en Inde
Aux côtés de Tabu, Irfan Khan joue dans une adaptation de Macbeth réalisée en 2003 par Vishal Bhardwaj, Maqbool, qui retient l'attention des critiques et des festivals internationaux. Il est également remarqué dans Haasil (Tigmanshu Dhulia, 2003) dans lequel son interprétation d'un étudiant impliqué dans des actions politiques violentes lui vaut le Prix du meilleur rôle négatif aux Filmfare Awards 2004.
L'année suivante, il obtient son premier rôle important à Bollywood avec Rog, puis on le voit entre autres dans Yun Hota Toh Kya Hota: What If...? (Naseeruddin Shah, 2006), Life in a Metro (Anurag Basu, 2007) pour lequel il reçoit le Prix du meilleur second rôle aux Filmfare Awards 2008 et Aaja Nachle (Anil Mehta) aux côtés de Madhuri Dixit. 
En 2008 il tourne Krazzy 4 (Jaideep Sen, 2008), succès notable au box office et surtout Mumbai Meri Jaan de Nishikant Kamat (2008) qui remporte de nombreux prix aux Filmfare Awards 2009 et dans lequel son interprétation est saluée par les critiques. 
En 2009 sort Billu, de Priyadarshan, dans lequel il tient le premier rôle aux côtés de la star Shahrukh Khan qui vient faire un caméo dans ce film dont il est le producteur. 
Après des rôles moins importants ou des films moins marquants dans New York (Kabir Khan, 2009), Right Yaaa Wrong (Neeraj Pathak, 2010), Hisss (Jennifer Chambers Lynch, 2010), Knock Out (Mani Shankar, 2010), Yeh Saali Zindagi (Sudhir Mishra, 2011), on le retrouve en poète dans le rôle d'un des sept maris de Priyanka Chopra dans 7 Khoon Maaf de Vishal Bhardwaj, film sélectionné à la Berlinale 2011. Sa première sortie en 2012, Paan Singh Tomar de Tigmanshu Dhulia, dans lequel il interprète un champion de la course à pied qui devient bandit, recueille l'adhésion de la critique.

### Reconnaissance internationale

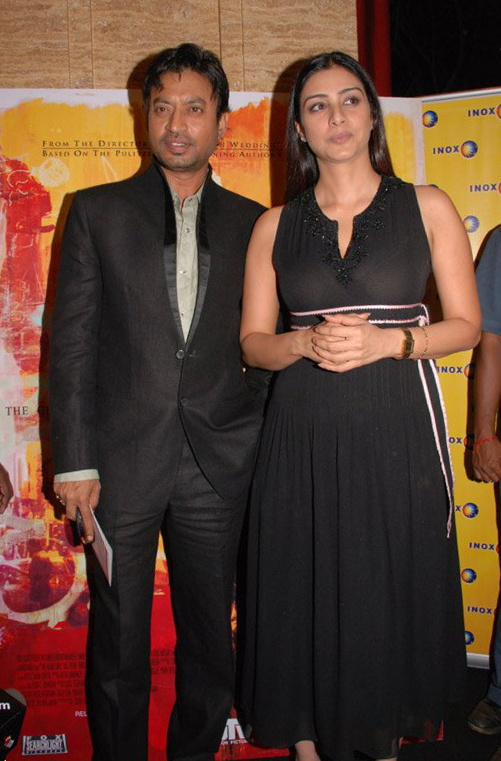
Irfan Khan et Tabu, sa partenaire de Un nom pour un autre, pour une première du film en 2006.

Considéré comme un acteur fiable au jeu tout en retenue, Irfan Khan se construit simultanément une carrière internationale. 
En 2006, la réalisatrice indienne Mira Nair, désormais reconnue aux États-Unis, lui confie l'un des rôles principaux du long-métrage Un nom pour un autre. L'acteur y retrouve Tabu, avec laquelle il forme un couple d'immigrants indiens s'installant aux États-Unis, et fondant une famille, dont le fils aîné est interprété par le comédien américain d'origine indienne, Kal Penn.
En 2007, il enchaîne deux projets d'envergure, très différents : le cinéaste britannique Michael Winterbottom lui confie en effet un rôle dans le drame Un cœur invaincu, qu'il vient défendre au festival de Cannes en 2007, en compagnie d'Angelina Jolie. Puis il est à l'affiche de la comédie de Wes Anderson, À bord du Darjeeling Limited.
L'année suivante, il fait partie de la distribution principale de Slumdog Millionaire, la fresque réalisée par Danny Boyle et Loveleen Tandan, au succès critique et public mondial. Parmi la moisson de récompenses figure le Screen Actors Guild Award, prix collectif pour la meilleure prestation d'ensemble. 
En 2009, il retrouve Mira Nair, pour un segment du film New York, I Love You, puis rejoint le casting de la troisième saison de la série de la chaîne câblée HBO, En analyse. Il y incarne Sunil, l'un des patients du psychiatre interprété par Gabriel Byrne.
En 2012, il se fait remarquer dans deux ambitieux projets de studios : il prête ses traits à la version âgée du héros de L'Odyssée de Pi réalisé par Ang Lee et joue le rôle du docteur Rajit Ratha dans The Amazing Spider-Man.
L'année d'après, le succès critique mondial de la coproduction franco-germano-indienne The Lunchbox, de Ritesh Batra, lui permet de confirmer une reconnaissance internationale. Le film est en effet sélectionné au Festival de Cannes 2013 dans le cadre de la Semaine de la critique et concourt pour la Caméra d'or. Il est également présenté au Festival international du film de Toronto 2013. 
En 2015, il est à l'affiche d'un succès populaire mondial  : le blockbuster Jurassic World réalisé par Colin Trevorrow, où il incarne le milliardaire Simon Masrani, propriétaire du parc éponyme. 
Et en 2016, il est au casting d'Inferno, le troisième volet de la saga cinématographique des aventures de Robert Langdon, toujours incarné par Tom Hanks, et mis en scène par Ron Howard. Cette même année, il a également joué dans Madaari, un thriller social indien de 2016 réalisé par Nishikant Kamat.
En 2017, Khan joue dans deux films, Hindi Medium qui connait un succès commercial et critique. Le rôle de Raj Batra dans Hindi Medium lui vaut plusieurs récompenses, dont le Filmfare Award du meilleur acteur. Hindi Medium a connu un succès retentissant en Inde et en Chine, devenant son film en hindi le plus rentable, dépassant The Lunchbox. Il a également joué dans No Bed of Roses (2017). En 2017, ses films avaient rapporté 3 643 milliards de dollars au box-office mondial. Son film suivant, Qarib Qarib Single, il tient le premier rôle aux côtés de Parvathy Thiruvothu, qui faisait ses débuts dans le cinéma hindi. 
En 2018, Khan apparaît dans Karwan, avec Dulquer Salmaan, Mithila Palkar et Kriti Kharbanda puis dans Blackmail, aux côtés de Kirti Kulhari.
Son dernier rôle au cinéma est dans Angrezi Medium, réalisé par Homi Adajania, sorti en mars 2020. 

## Filmographie

### Cinéma
- 1988 : Salaam Bombay! de Mira Nair
- 1989 : Kamla Ki Maut de Basu Chatterjee : Ajit
- 1990 : Drishti de Govind Nihalani : Rahul
- 1991 : Ek Doctor Ki Maut de Tapan Sinha
- 1994 : Vaade Iraade de Kalpana Bhardwaj : Naresh Tripathi
- 1994 : Purush de Rajan Kothari
- 1997 : Private Detective: Two Plus Two Plus One de Rajat Kapoor : l'inspecteur Khan
- 1998 : Bada Din d'Anjan Dutt : l'inspecteur de police
- 1998 : Such a Long Journey de Sturla Gunnarsson : le père de Gustad
- 2000 : Ghaath d'Akashdeep : Mamu / Romesh Bhagwat Dogra
- 2001 : Kasoor de Vikram Bhatt
- 2001 : The Warrior d'Asif Kapadia : Lafcadia - Warrior
- 2002 : Pratha de Raja Bundela : Nimi Pandey
- 2002 : Bokshu the Myth de Shyamaprasad
- 2002 : Kali Salwaar de Farida Mehta
- 2002 : Gunaah d'Amol Shetge : ACP Digvijay Pandey
- 2003 : Dhund: The Fog de Shyam Ramsay : Ajit Khurana
- 2003 : Haasil de Tigmanshu Dhulia : Ranvijay Singh
- 2003 : Supari de Padam Kumar : Baba
- 2003 : Footpath de Vikram Bhatt : Sheikh
- 2003 : The Bypass d'Amit Kumar : le policier
- 2003 : Maqbool de Vishal Bhardwaj : Maqbool
- 2004 : Charas: A Joint Operation de Tigmanshu Dhulia : Ranbhir Singh Rathore / "Policeman"
- 2004 : Aan: Men at Work de Madhur Bhandarkar : Yusuf Pathan
- 2004 : Schatten der Zeit (Shadows of Time) de Florian Gallenberger : Yani
- 2005 : Rog d'Himanshu Brahmbhatt : Inspecteur Uday Rathore
- 2005 : Garam de Kanti Shah
- 2005 : Chehraa de Saurabh Shukla : Chandranath Diwan
- 2005 : 7½ Phere d'Ishaan Trivedi : Manoj
- 2005 : Chocolate de Vivek Agnihotri : Pipi
- 2005 : The Film de Junaid Memon : Shameembhai
- 2005 : Dubai Return d'Aditya Bhattacharya : Aftab Angrez
- 2006 : Mr. 100% de Piyush Kumar
- 2006 : Aksar d'Anant Mahadevan
- 2006 : Yun Hota Toh Kya Hota: What If...? de Naseeruddin Shah : Salim Rajabali
- 2006 : The Killer de Hasnain Hyderabadwala et Raksha Mistry : Vikram / Roopchand Swaroopchand Solanki
- 2006 : Un nom pour un autre de Mira Nair : Ashoke
- 2006 : Deadline: Sirf 24 Ghante de Tanveer Khan : Krish Vaidya
- 2006 : Sainikudu de Gunasekhar : Pappu Yadav
- 2007 : Migration (court métrage) de Mira Nair : Abhay
- 2007 : Meridian Lines de Venod Mitra : Devraj
- 2007 : Partition de Vic Sarin : Avtar Singh
- 2007 : Life in a Metro d'Anurag Basu : Monty
- 2007 : Un cœur invaincu de Michael Winterbottom : Captain
- 2007 : À bord du Darjeeling Limited de Wes Anderson : le père de l'enfant noyé
- 2007 : Apna Asmaan de Kaushik Roy : Ravi Kumar
- 2007 : Aaja Nachle d'Anil Mehta : Farooque, le mari de Najma
- 2008 : Tulsi: Matro Demo Bhava d'Ajay Kumar : Suraj
- 2008 : Sunday de Rohit Shetty : Kumar Mangat
- 2008 : Krazzy 4 de Jaideep Sen : Dr Mukherjee
- 2008 : Mumbai Meri Jaan de Nishikant Kamat : Thomas
- 2008 : Slumdog Millionaire ou Le Pouilleux millionnaire (Québec) de Danny Boyle et Loveleen Tandan : l'inspecteur de police
- 2008 : Chamku de Kabeer Kaushik
- 2008 : Gumnaam: The Mystery de Neeraj Pathak
- 2008 : Dil Kabaddi d'Anil Senior : Samit
- 2009 : Billu de Priyadarshan : Billu Vilas Pardesi
- 2009 : New York de Kabir Khan : Roshan
- 2009 : New York, I Love You - segment de Mira Nair : le joailler jaïn
- 2010 : Right Yaaa Wrong de Neeraj Pathak : Vinay Patnaik
- 2010 : Hisss de Jennifer Chambers Lynch
- 2010 : Knock Out de Mani Shankar : Bacchoo/Tony Khosla
- 2011 : Yeh Saali Zindagi de Sudhir Mishra : Arun
- 2011 : 7 Khoon Maaf de Vishal Bhardwaj : Wasiullah Khan/Musafir
- 2011 : Thank You d'Anees Bazmee : Vikram
- 2012 : Paan Singh Tomar de Tigmanshu Dhulia : Paan Singh Tomar
- 2012 : The Amazing Spider-Man de Marc Webb : Dr Ratha/Proto-Goblin
- 2012 : L'Odyssée de Pi d'Ang Lee : Pi Patel, adulte
- 2013 : The Lunchbox de Ritesh Batra : Saajan Fernandes
- 2013 : Le Secret de Kanwar (Qissa : The Tale of a Lonely Ghost) d'Anup Singh : Umber Singh
- 2013 : D-Day de Nikhil Advani : Wali Khan
- 2013 : Saheb Biwi Aur Gangster Returns de Tigmanshu Dhulia : Indarjeet Singh
- 2014 : Gunday d'Ali Abbas Zafar : A.C.P. Satyajeet Sarkar
- 2014 : The Xposé d'Anant Mahadevan : Alec D'Costa (caméo)
- 2014 : Haider de Vishal Bhardwaj : Roohdaar
- 2015 : Jurassic World de Colin Trevorrow : Simon Masrani
- 2015 : Piku de Shoojit Sircar : Rana
- 2015 : Jazbaa de Sanjay Gupta
- 2015 : The Wicked Path : Dr Bender
- 2015 : Talvar de Meghna Gulzar : Ashwin Kumar
- 2016 : Inferno de Ron Howard : Harry Sims
- 2017 : Hindi Medium de Saket Chaudhary : Raj Batra
- 2018 : Puzzle de  Marc Turtletaub :  Robert

### Télévision
- 1987 : Shrikant
- 1988 : Bharat Ek Khoj
- 1990 : Chanakya
- 1991 : Katha Sagar
- 1991 : Kahkashan
- 1991 : Jazeere
- 1993 : AnuGoonj
- 1993 : Kirdaar
- 1994 : Banegi Apni Baat
- 1994 : The Great Maratha
- 1994 : Chandrakanta
- 1994 : Humrahi
- 1994 : Sara Jahan Hamara
- 1995 : Darr
- 1995 : Gumarah
- 1996 : Safar
- 1996 : Tere Mere Sapne
- 1996 : Just Mohabbat
- 1997 : Jai Hanuman
- 1997 : Naya Daur
- 1997 : Jaane Kahan Mera Jigar Gaya Ji
- 1997 : Bombay Blue
- 1998 : Sparsh
- 1998 : Gardish
- 1998 : Bhanwar
- 1998 : X-Zone
- 1998 : Saturday Suspense: Paheli
- 1999 : Bestsellers: Ek Shaam Ki Mulakaat
- 1999 : Star Bestsellers: Bhoron Ne Khilaya Phool
- 1999 : Star Bestsellers: Fursat Mein
- 2000 : Govind Aur Ganesh
- 2000 : Zameer
- 2001 : Ssshhh... Koi Hai
- 2003 : Muqammal
- 2004 : Adhikaar
- 2010 : En analyse (TV), saison 3 : Sunil

## Distinctions
- 2004 : Filmfare Awards 2004 : prix du meilleur rôle négatif pour Haasil
- 2004 : Screen Weekly Awards : prix du meilleur rôle négatif pour Haasil
- 2008 : Filmfare Awards 2008 : prix du meilleur second rôle pour Life in a Metro
- 2008 : IIFA Awards 2008 : prix du meilleur second rôle pour Life in a Metro
- 2009 : Screen Actors Guild Award : prix collectif de la meilleure interprétation pour Slumdog Millionaire
- 2013 : Festival international des jeunes réalisateurs de Saint-Jean-de-Luz 2013 : Chistera de la meilleure interprétation masculine pour Irffan Kahn pour The Lunchbox
- 2014 Asian Film Awards : meilleur acteur pour The Lunchbox